# Шовкопляс (герб)
Шовкопляс (рос. Шелкопляс) — український (черкаський, слобідський) козацький герб, територія походження — Сумський слобідський козачий полк. Родоначальник — Касіян Романов Шовкопляс (також: Шелкопляс, 1694 р.н.).

## Походження
Основна фігура герба пов'язана з прізвиськом першопредка — Касьяна Шовкопляса (Шелкопляса), що пізніше стало прізвищем однієї з гілок роду. Шовкопляс — той, хто «плясав» шовк, тобто міг його «плясти» або привозити (можливо, продавати). Іменем Шовкопляс у народі також могли наділити людину, яка мала особливий дар красномовства, що вміла «плести шовкові промови», тобто м'яко і спритно гратися словами, прикрашати дійсність, барвисто перебільшувати власні заслуги, надаючи своїм подвигам героїчного ореолу. Подібні прізвиська козаки часто отримували вже в зрілому віці.

## Опис
У золотому полі верхи на червоному носорозі — чорновусий і чорночубий козак у таких же чоботях, у синіх жупані та шароварах, підперезаний червоним поясом, із шаблею із золотим ефесом у чорних, оздоблених золотом, піхвах на поясі; козак здійняв обома руками над головою синій відріз шовку. Щит обрамлено золотим картушем та увінчано простим шоломом. Клейнод: золота пара крил, обтяжена краплями без числа: праворуч — червоними, ліворуч — синіми; між крилами — червона сума, застебнута на золотий ґудзик. Намет блакитний, підбитий золотом. Девіз «Кров не вода, розливати шкода», розділений у центрі цифрами 1654, написаний золотими літерами на синій стрічці.
Сучасний герб доповнений стрічкою ордену Вітчизняної Війни II ступеня між двома стрічками ордена Червоної Зірки, що виходять внизу через щит.

## Носії герба
Сучасним власником герба є рід Касьяненко (Харків, Яструбине, Ош, Ярославль). Крім того, герб використовують Кеніхи (Запоріжжя), Капустянські (Житомир).